# Kośmierzyn
Kośmierzyn (ukr. Космирин, Kosmyryn) – wieś na Ukrainie, w rejonie czortkowskim w obwodzie tarnopolskim, nad Dniestrem. W 2001 roku liczyła 948 mieszkańców. Przez wieś biegnie droga miejscowa. Wieś jest siedzibą rady wiejskiej.

## Historia
Wzmiankowane m.in. 1 stycznia 1457 (jako Coszmirin), 21 stycznia 1459 (jako Coszmirzyn), 1 listopada 1465, w 1485 – jako własność Jana Manasterskiego.
W roku 1774 we wsi przebywał Mikołaj Bazyli Potocki.
W 1886 właścicielem większej posiadłości ziemskiej we wsi był nieznany z imienia Żyd. Patronką miejscowej cerkwi pw. św. Michała Archanioła w 1901 była Leontyna Potocka z Kobylańskich.
W II Rzeczypospolitej miejscowość stanowiła początkowo samodzielną gminę jednostkową. 1 sierpnia 1934 roku w ramach reformy na podstawie ustawy scaleniowej została włączona do zbiorowej gminy wiejskiej Potok Złoty II w powiecie buczackim, w województwie tarnopolskim.
W latach 1943–1945 nacjonaliści ukraińscy z OUN-UPA zamordowali tu łącznie 10 Polaków.
Od 30 grudnia 1992 wieś jest siedzibą rady wiejskiej.

## Religia
We wsi znajduje się cerkiew.

## Związani z miejscowością
- Iz. Łukasewycz[11]
- Mikołaj Bazyli Potocki – właściciel wsi[12].
- Ksawery Mieczysław Potocki (1870–?) – właściciel dóbr Kośmierzyn, członek Rady i Wydziału powiatowego w Buczaczu, działacz społeczny[13].
- Stanisław Skwarczyński[14]